# Sowjetische Kriegsgräberstätten in Deutschland
Als Sowjetische Kriegsgräberstätten in Deutschland werden Friedhöfe auf deutschem Boden bezeichnet, die ausschließlich die Gräber von Opfern von Krieg und Gewaltherrschaft gemäß deutschem Gräbergesetz aus der ehemaligen Sowjetunion beherbergen. Sie sind meist in einheitlichem, kulturtypischen Stil gehalten und mit einem Ehrenmal ausgestattet. Sie bilden separate Anlagen oder aber durch räumliche und gestalterische Merkmale klar abgegrenzte eigene Abteilungen eines kommunalen Zivilfriedhofes. Sie sind von einzelnen Kriegsgräbern sowjetischer Bürger auf kommunalen Zivilfriedhöfen zu unterscheiden. Sowohl Kriegsgräberstätten als auch einzelne Kriegsgräber sind gemäß Gräbergesetz sowie der Vereinbarung über den Erhalt und die Pflege der Kriegsgräberstätten zwischen der Gemeinschaft Unabhängiger Staaten (GUS) und der Bundesrepublik Deutschland von 1992 durch den deutschen Staat dauerhaft zu erhalten.
Zu unterscheiden sind zudem sowjetische und russische Kriegsgräber. Die Sowjetunion wurde im Jahr 1922 gegründet. Kriegsgräber des Ersten Weltkrieges (1914–1918) sind daher nicht zu den sowjetischen, sondern zu den russischen Kriegsgräbern zu zählen. Die sowjetischen Kriegstoten wiederum setzen sich keineswegs nur aus Bürgern russischer Nationalität zusammen, sondern weisen aufgrund des multiethnischen Charakters der Sowjetunion eine ebensolche ethnische Streuung auf.

## Sowjetische Kriegsgräber in Deutschland
In Deutschland sind bis heute laut dem Büro für Kriegsgräberfürsorge und Gedenkarbeit der Russischen Botschaft in Berlin die Gräber von etwa 640.000 Bürgern der ehemaligen Sowjetunion bekannt. Bei den Toten handelt es sich zum überwiegenden Teil um Opfer des Zweiten Weltkrieges bzw. des Großen Vaterländischen Krieges zwischen 1941 und 1945, etwa um in Kampfhandlungen oder in Kriegsgefangenschaft umgekommene Soldaten, Offiziere und Zivilbedienstete der Roten Armee, aber auch Zivilisten, die auf deutschem Boden als Zwangsarbeiter eingesetzt worden waren. Sie ruhen in Einzel- oder Sammelgräbern auf Gemeindefriedhöfen und in großen Kriegsgräberstätten mit Zehntausenden von Toten.
Eine Besonderheit stellen die Gräber der nach Angabe des Botschaftssekretariats rund 17.000 Angehörigen der Westgruppe der sowjetischen Streitkräfte und deren Familien dar, die in der Deutschen Demokratischen Republik (DDR) zwischen 1952 und 1990 ihre letzte Ruhe fanden. Bis Ende der 60er-Jahre wurden während des Militärdienstes verstorbene Militärangehörige auf den großen sowjetischen Standortfriedhöfen und somit direkt neben den Kriegstoten auf den Kriegsgräberstätten beerdigt. Anschließend erfolgte die Beisetzung fast ausschließlich in der Heimat. Lediglich Kinder und Zivilisten wurden bis in die 80er-Jahre hinein noch vereinzelt auf den Garnisonfriedhöfen bestattet. Daher erlauben die in Deutschland vorhandenen sowjetischen Gräber keine verlässliche Aussage zur Zahl der in der Nachkriegszeit auf deutschem Boden ums Leben gekommenen Angehörigen der Sowjetarmee.
Nach dem Zweiten Weltkrieg wurden von den Alliierten in vielen Orten Deutschlands Kriegsgräberstätten angelegt. In der Sowjetischen Besatzungszone regelte die Sowjetische Militäradministration in Deutschland (SMAD) die Errichtung der Standortfriedhöfe ab 1946. Auf diesen wurden vor allem die zum Kriegsende sowie nach dem Krieg verstorbenen Militärangehörigen bestattet. Zum Teil wurden aber auch die auf den Schlachtfeldern beerdigten Rotarmisten sowie umgekommene Zwangsarbeiter nachträglich auf diese Anlagen umgebettet. Die Neubestattung erfolgte in vielen Fällen anonym, auch Dokumente darüber existieren häufig nicht, was die Suche der Angehörigen nach dem finalen Bestattungsort oft erschwert.
Auf diesem Wege entstanden im Osten Deutschlands, auf dem Gebiet der späteren DDR, 18 große sowjetische Standortfriedhöfe, die gleichzeitig Kriegsgräberstätte sind, sowie eine Vielzahl an kleinen Ehrenfriedhöfen. Sie dienten auch als Kulisse für politische Feiertage, etwa den jährlichen Tagen der Befreiung am 8. Mai oder dem Tag der Großen Sozialistischen Oktoberrevolution am 7. November. Bis heute erfolgen insbesondere am 8. Mai oder zum Volkstrauertag im November Kranzniederlegungen an solchen Stätten.

## Pflege der Friedhöfe
In einem bilateralen Vertrag mit der Russischen Föderation (Abkommen vom 16. Dezember 1992 zwischen der Regierung der Bundesrepublik Deutschland und der Regierung der Russischen Föderation über Kriegsgräberfürsorge) hat die Bundesrepublik im Jahr 1992 eindeutige Zusagen zum Erhalt und zur Pflege dieser Grabstellen abgegeben:
(1) Die Regierung der Bundesrepublik Deutschland und die Regierung der Russischen Föderation gewährleisten den Schutz der Kriegsgräber und das dauernde Ruherecht für die Kriegstoten der jeweils anderen Seite in ihrem Hoheitsgebiet und bemühen sich, die Umgebung der Kriegsgräberstätten von allen Anlagen freizuhalten, die mit der Würde dieser Stätten nicht vereinbar sind.
. ..
(3) Die Regierung der Bundesrepublik Deutschland gewährleistet auf ihre Kosten die Erhaltung und Pflege russischer Kriegsgräber im Hoheitsgebiet der Bundesrepublik Deutschland.
Eine gleichlautende Vereinbarung existiert seit 1997 auch mit der Ukraine.
Im Umkehrschluss verpflichteten sich die Vertragsländer ebenfalls zur Bewahrung deutscher Kriegsgräberstätten auf dem eigenen Staatsterritorium, die jedoch meist in Kooperation und auf Initiative des Volksbundes Deutsche Kriegsgräberfürsorge gewährleistet wird.
Nicht berücksichtigt in den rechtlichen Regelungen von 1992 wurden die auf den Kriegsgräberstätten ebenfalls angesiedelten Nachkriegsgräber der rund 17.000 sowjetischen Militärangehörigen und Zivilisten, die zwischen dem 1. April 1952 und 1994 bestattet wurden. Sie fallen auch nicht unter das Gräbergesetz und verwahrlosen daher vielerorts. Die Kommunen argumentieren hier häufig mit dem Kostenargument und verweisen auf die nicht existente rechtliche Verpflichtung zum Erhalt dieser Gräber.

## Standorte
In ganz Deutschland hat das zuständige Botschaftssekretariat der Russischen Föderation annähernd 3400 Standorte ermittelt, an denen sowjetische Kriegstote aus dem Zweiten Weltkrieg bestattet wurden. Diese umfassen sowohl die großen Kriegsgräberstätten als auch kommunale Friedhöfe mit einzelnen Kriegsgräbern. Davon liegen etwa 825 im Osten Deutschlands und 2615 im Westen. Die Toten teilen sich beinahe hälftig auf beiden Landesteile auf. So entfallen auf den Osten mehr als 300.000 Kriegsopfer (Soldaten und Zwangsarbeiter). Im westlichen Deutschland, wo die Rote Armee nie in Kampfhandlungen verwickelt war, handelt es sich bei den hier bestatteten 340.000 Toten ausschließlich um Kriegsgefangene und Zwangsarbeiter. Insgesamt sind demnach an all diesen Standorten die eingangs erwähnten rund 640.000 Menschen bestattet. Von den wenigsten (nur etwa einem Viertel) ist die Identität bekannt.
Bei sowjetischen Opfern des Zweiten Weltkrieges ist zudem von einer hohen Dunkelziffer noch nicht geborgener Toter auszugehen. Viele wurden im Zuge der letzten Kriegstage im April und Mai 1945 am Rande des Schlachtfeldes eilig beigesetzt. Insbesondere in und bei Berlin kommt es bis heute immer wieder zu Zufallsfunden. Zahlreiche Rotarmisten gelten noch immer als vermisst. Andere wurden nach Kriegsende auf dem Territorium sowjetischer Armeegarnisonen beigesetzt und niemals umgebettet.

## Liste sowjetischer Kriegsgräber und Kriegsopfer-Gräberstätten in Deutschland
Alphabetisch nach Bundesland und Ort geordnet:

### Baden-Württemberg
| Bezeichnung  | Ort             | Beschreibung                                                     | Opfer | Bild                                                              |
| ------------ | --------------- | ---------------------------------------------------------------- | ----- | ----------------------------------------------------------------- |
| Gedenkstätte | Friedrichshafen | 450 Zwangsarbeiterinnen und Zwangsarbeiter der Rüstungsindustrie | 450   | Denkmal für sowjetische Opfer der Zwangsarbeit in Friedrichshafen |

### Bayern
| Bezeichnung                           | Ort                    | Beschreibung | Opfer  | Bild                                                  |
| ------------------------------------- | ---------------------- | --- | ------ | ----------------------------------------------------- |
| Schießplatz Hebertshausen             | Hebertshausen          | Auf dem SS-Schießplatz wurden ca. 4000 sowjetische Kriegsgefangene aus dem KZ Dachau ermordet. Die Leichen wurden anderswo verbrannt; es befinden sich allerdings noch zahlreiche menschliche Überreste im Boden, hauptsächlich Teile von Schädelknochen. | 4000   | Tafeln mit den Namen der bisher identifizierten Opfer |
| Westfriedhof Grabfeld                 | Augsburg               | Soldaten und Luftkriegsopfer aus 12 Nationen auf einem eigenen Grabfeld. Bronzetafeln zählen die Namen der Opfer auf. |        | weitere Bilder                                        |
| Westfriedhof KZ-Ehrenhain             | Augsburg               | Auf dem Westfriedhof befindet sich ein Ehrenhain für KZ-Opfer hier fehlen die Namen etlicher Häftlinge. Vor allem wird in kyrillischer Schrift nur an 4 russische Tote erinnert, bei denen es sich aber um in Göggingen erschossenen Zwangsarbeiter handelt. Die Namen von russischen KZ-Häftlingen, die bei den Luftangriffen ums Leben gekommen sind, finden sich weder vor Ort noch in anderen Dokumenten. | min. 4 |                                                       |
| Alter Friedhof Holzkirchen Oberbayern | Holzkirchen Oberbayern | In der nördlichsten Ecke des Alten Friedhofs befinden sich zwei Namenstafeln für überwiegend aus der Sowjetunion stammende Kriegsgefangene und Zwangsarbeiter. | 15     | Alter Friedhof Holzkirchen                            |
| Waldfriedhof München                  | München                | Grabstätte für 113 sowjetische Opfer des Zweiten Weltkriegs. | 113    | Mehr Bilder                                           |
| Friedhof am Perlacher Forst           | München                | Grabstätte für 449 sowjetische Opfer des Zweiten Weltkriegs. | 449    |                                                       |

### Berlin
| Bezeichnung                                  | Ort                                         | Beschreibung | Opfer  | Bild                                                 |
| -------------------------------------------- | ------------------------------------------- | --- | ------ | ---------------------------------------------------- |
| Sowjetisches Ehrenmal im Treptower Park      | Berlin-Alt-Treptow                          | mit etwa 7.000 gefallenen Soldaten, das zentrale Ehrenmal | 7.000  | Ehrenmal in Berlin-Treptow                           |
| Sowjetisches Ehrenmal (Alt-Hohenschönhausen) | Alt-Hohenschönhausen                        | Friedhof für 1647 sowjetische Staatsangehörige und weitere Opfer aus ganz Europa sowie deutsche Soldaten und Zivilopfer des Zweiten Weltkriegs fanden auf den katholischen Friedhöfen St. Hedwig und St.-Pius in der Konrad-Wolf-Straße ihre letzte Ruhestätte. | 1647   | Sowjetisches Ehrenmal in Berlin-Alt-Hohenschönhausen |
| Ehrenfriedhof auf dem Parkfriedhof Marzahn   | Berlin-Marzahn                              | mit etwa 150 sowjetischen Militärangehörigen | 150    |                                                      |
| Sowjetisches Ehrenmal (Schönholzer Heide)    | Berlin-Niederschönhausen, Schönholzer Heide | mit etwa 13.000 gefallenen Soldaten | 13.000 | Ehrenmal in Berlin-Schönholz                         |
| Sowjetisches Ehrenmal (Tiergarten)           | Berlin-Tiergarten                           | mit etwa 2.500 gefallenen Soldaten | 2.500  | Ehrenmal in Berlin-Tiergarten                        |

### Brandenburg
| Bezeichnung                                                          | Ort                         | Beschreibung | Opfer     | Bild                                                        |
| -------------------------------------------------------------------- | --------------------------- | --- | --------- | ----------------------------------------------------------- |
| Sowjetischer Ehrenfriedhof (Baruth/Mark)                             | Baruth/Mark                 | Friedhof für die in der Kesselschlacht von Halbe gefallenen Soldaten der 3. und 4. Panzerarmee der 1. Ukrainischen Front der Roten Armee. Er gilt als eine der größten und bedeutendsten sowjetischen Kriegsgräberstätten in Brandenburg.    | 1299      | Sowjetischer Ehrenfriedhof in Baruth/Mark                   |
| Sowjetisches Ehrenmal                                                | Brandenburg an der Havel    | 255 während der Kämpfe gefallene Sowjetsoldaten wurden am sowjetischen Ehrenmal bis Oktober 1945 in Einzel- und Sammelgräbern bestattet. Im gesamten Stadtgebiet fanden mindestens 681 sowjetische Militärangehörige ihre letzte Ruhestätte. | 255       | Gräber am sowjetischen Ehrenmal in Brandenburg an der Havel |
| Sowjetischer Ehrenfriedhof                                           | Eberswalde                  | Hier ruhen 860 namentlich bekannte Bürger der ehemaligen UdSSR, Militär- und Zivilpersonen, darunter zahlreiche Kinder, die infolge von Kriegsverletzungen, Unfällen und Krankheiten verstarben.                                             | 860       |                                                             |
| Sowjetisches Ehrenmal am Platz des Gedenkens                         | Eisenhüttenstadt            | Mindestens 4109 sowjetische Kriegsgefangene des Stalag IIIB. Die Gebeine wurden 1951 in eine Gruft unter dem Ehrenmal umgebettet, da die ursprünglichen Massengräber dem Eisenhüttenkombinat Ost weichen mussten.                            | 4109      | Sowjetisches Ehrenmal, 1952                                 |
| Sowjetischer Ehrenfriedhof                                           | Friedersdorf (Vierlinden)   | Letzte Ruhestätte für 127 während der Schlacht um die Seelower Höhen im April 1945 gefallene sowjetische Soldaten. | 127       |                                                             |
| Sowjetischer Ehrenfriedhof                                           | Hohen Neuendorf             | |           | Sowjetischer Ehrenfriedhof in Hohen Neuendorf               |
| Sowjetischer Ehrenfriedhof am Dammtor beziehungsweise Dammfriedhof   | Jüterbog                    | Insgesamt rund 110 sowjetische Kriegstote. | 110       | Sowjetischer Friedhof in Jüterbog, Brandenburg              |
| Sowjetisches Ehrenmal (Kleinmachnow)                                 | Kleinmachnow                | Insgesamt sind 104 Soldaten auf dem Gelände bestattet. | 104       | Sowjetisches Ehrenmal in Kleinmachnow                       |
| Kriegsgräberstätte und Garnisonfriedhof an der Michendorfer Chaussee | Potsdam                     | 5000 bis 6000 Kriegstote und Nachkriegstote. Der größte sowjetische Standortfriedhof auf ostdeutschem Boden. |           | Sowjetischer Standortfriedhof                               |
| Ehrenfriedhof am Bassinplatz                                         | Potsdam                     | 383 sowjetische Kriegsopfer. | 383       | Potsdam, Sowjetischer Ehrenfriedhof am Bassinplatz          |
| Sowjetische Kriegsgräberstätte Reitwein                              | Reitwein                    | | ca. 3.000 | Sowjetische Kriegsgräberstätte Reitwein                     |
| Sowjetisches Ehrenmal (Schöneiche bei Berlin)                        | Schöneiche bei Berlin       | Ehrenmal, Grabstätte für 239 im Kampf gefallene oder an den Folgen der Kampfhandlungen verstorbenen Soldaten und Offiziere der Roten Armee sowie zweier ziviler sowjetischer Opfer                                                           | 241       | Sowjetische Kriegsgräberstätte Schöneiche                   |
|                                                                      | Zeuthen, Ortsteil Miersdorf | Ehrenfriedhof für 550 sowjetische Gefallene | 550       |                                                             |

### Bremen
| Bezeichnung          | Ort          | Beschreibung                                                             | Opfer | Bild |
| -------------------- | ------------ | ------------------------------------------------------------------------ | ----- | ---- |
| „Russenfriedhof“     | Oslebshausen | Gräberfeld mit mehreren hundert Leichnamen sowjetischer Kriegsgefangener |       |      |
| Osterholzer Friedhof | Osterholz    | Grabstätte für 810 sowjetische Opfer des Zweiten Weltkriegs              | 810   |      |

### Hamburg
| Bezeichnung                                      | Ort               | Beschreibung | Opfer | Bild |
| ------------------------------------------------ | ----------------- | --- | ----- | ---- |
| Sowjetische Kriegsgräberstätte Hamburg-Ohlsdorf  | Hamburg-Ohlsdorf  | | 1.573 |      |
| Sowjetische Kriegsgräberstätte Hamburg-Bergedorf | Hamburg-Bergedorf | Hier ruhen 651 sowjetische Kriegsgefangene der Jahre 1941/1942 aus dem KZ Neuengamme. Ein Mahnmal des St. Petersburger Bildhauers Grigori Jastrebenezki zeigt einen Kriegsgefangenen mit gefesselten Händen vor einem Stacheldrahtverhau. | 651   |      |

### Hessen
| Bezeichnung                                  | Ort                               | Beschreibung | Opfer   | Bild                                                                                   |
| -------------------------------------------- | --------------------------------- | --- | ------- | -------------------------------------------------------------------------------------- |
| Kriegsgefangenenlager und Kriegsgräberstätte | Dietkirchen (Limburg an der Lahn) | Kriegsgräberstätte des Ersten Weltkriegs, im Zweiten Weltkrieg als Gräberstätte des „Stammlagers XII“ bei Diez benutzt; neben russischen und sowjetischen Toten mindestens Opfer aus acht weiteren Staaten. | ca. 945 | Ehrenmal                                                                               |
| Sowjetische Kriegsgräberstätte Herleshausen  | Herleshausen                      | 1.593 meist sowjetische Kriegsgefangene, 24 meist sowjetische Kriegsgefangene des ehemaligen Lazarettes. | 1593    | Eingang zur sowj. Kriegsgräberstätte                                                   |
| Russischer Soldatenfriedhof Klein-Zimmern    | Klein-Zimmern                     | 435 sowjetische Kriegsgefangene, Gedenkstein. | 435     | Gedenkstein am Soldatenfriedhof im südhessischen Klein-Zimmern in Russisch und Deutsch |
| Waldfriedhof Wegscheide                      | Bad Orb                           | Etwa einen Kilometer südlich des Kinderdorfs Wegscheide befindet sich ein Waldfriedhof mit 1.430 toten sowjetischen Kriegsgefangenen des Kriegsgefangenenstammlagers (STALAG) IX B.                         | 1.430   | Denkmal am Russischen Kriegsgefangenenfriedhof                                         |

### Mecklenburg-Vorpommern
| Bezeichnung                                                                                    | Ort              | Beschreibung | Opfer | Bild                                                        |
| ---------------------------------------------------------------------------------------------- | ---------------- | --- | ----- | ----------------------------------------------------------- |
| Sowjetischer Soldatenfriedhof in Ahlbeck                                                       | Ahlbeck, Usedom  | Sowjetischer Ehrenfriedhof mit Ehrenmal für 85 auf Usedom gefallene Soldaten und Offiziere der Roten Armee | 85    | Sowjetischer Soldatenfriedhof in Ahlbeck (Usedom)           |
|                                                                                                | Bergen auf Rügen | Grabstätte für 53 Soldaten und Offiziere der Roten Armee, davon nur 31 namentlich bekannt. Der Friedhof liegt gegenüber dem Bahnhof Bergen auf Rügen. Die Dienstgrade, Familiennamen, Vornamen, Vatersnamen und Lebensdaten der hier Beigesetzten stehen soweit bekannt auf den Tafeln an der linken und rechten Seite des Gedenksteins. | 53    | Sowjetischer Ehrenfriedhof Bergen auf Rügen                 |
|                                                                                                | Güstrow          | Grabstätte für 617 sowjetische Kriegsgefangene und Zwangsarbeiter | 617   | Sowjetischer Ehrenfriedhof                                  |
|                                                                                                | Hagenow          | |       | Sowjetischer Friedhof in Hagenow                            |
| Sowjetischer Ehrenfriedhof an der Grabower Allee                                               | Ludwigslust      | Sowjetischer Ehrenfriedhof an der Grabower Allee für insgesamt 220 sowjetische Opfer des Zweiten Weltkriegs, darunter gefallene Rotarmisten sowie umgekommene Kriegsgefangene und Zwangsarbeiter | 220   |                                                             |
| Gedenkstätte „Leninhain“ zwischen Fischer- und Haußmannstraße sowie Mühlen- und Bahnhofsstraße | Pasewalk         | Der Ehrenhain, dessen Grundsteinlegung zum 100. Geburtstag Lenins im April 1970 erfolgte, umfasst eine Grabanlage für 21 Sowjetsoldaten, die in 13 Gräbern beigesetzt wurden sowie eine Friedenssäule, verbunden mit einer roten Gedenkwand mit Häftlingswinkel für die Opfer des Faschismus und einem Sowjetstern. Eine ursprünglich im Zentrum der im Oktober 1971 eingeweihten Anlage stehende Pyramide mit einem Sowjetstern auf der Spitze wurde nach 1990 entfernt. Die vor den Gräbern der Sowjetsoldaten ursprünglich stehenden kleinen Obelisken mit Sowjetstern waren 1999 beschädigt worden und wurden dann ebenfalls entfernt. | 21    | Friedenssäule und Gedenkwand für Opfer des Faschismus       |
| Sowjetisches Ehrenmal (Stralsund)                                                              | Stralsund        | Grabstätte für 76 Angehörige der Roten Armee. Der Friedhof liegt an der Nordseite der Marienkirche zum Neuen Markt hin. | 76    | Sowjetischer Ehrenfriedhof bei der Stralsunder Marienkirche |

### Niedersachsen
| Bezeichnung                                              | Ort                        | Beschreibung | Opfer  | Bild                                                      |
| -------------------------------------------------------- | -------------------------- | --- | ------ | --------------------------------------------------------- |
| Sowjetische Kriegsgräberstätte Bergen-Lohheide (Hörsten) | Bergen-Belsen              | 14 Massengräber mit geschätzten 50.000 Toten (amtlich erfasst: 23.215 Tote) | 50.000 | Sowjetischer Kriegsgräberfriedhof Belsen (Bergen)/Hörsten |
| „Russenfriedhof“                                         | Clausthal-Zellerfeld       | Eine Gedenkstätte mit Gräberfeld am Mittleren Pfauenteich erinnert an die über 100 Opfer unter den sowjetischen Zwangsarbeitern bei der Bombardierung des Werkes Tanne.                            | 136    | „Russenfriedhof“ nahe dem Mittleren Pfauenteich           |
| Russische Arbeiter                                       | Göttingen                  | Auf dem Ehrenfriedhof (im Stadtfriedhof) Göttingen befindet sich ein Gedenkstein für russische Zwangsarbeiter. Die Geschichte der Verstorbenen wird auf einer zentralen Informationstafel erklärt. | 27     | mehr Bilder                                               |
| Hahnöfersand                                             | Jork                       | 77 Russische Kriegsgräber des Ersten Weltkriegs auf der Elbinsel. Auf dem Gefängnisareal, nicht zugänglich.                                                                                        | 77     |                                                           |
| Osterheide                                               | Osterheide Ortsteil Oerbke | 14.000 sowjetische Kriegsgefangene und Soldaten aus anderen Nationen bestattet, die zwischen 1940 und 1945 in den Kriegsgefangenenlagern in Oerbke und Fallingbostel starben.                      | 14.000 | „Friedhof der Namenlosen“                                 |

### Nordrhein-Westfalen
| Bezeichnung                                                                                 | Ort                      | Beschreibung | Opfer       | Bild           |
| ------------------------------------------------------------------------------------------- | ------------------------ | --- | ----------- | -------------- |
| Grabstätten für sowjetische Kriegsgefangene und Zwangsarbeiter auf dem Hauptfriedhof Bochum | Bochum                   | Das Gräberfeld 19 ist für 714 sowjetische Zwangsarbeiter und Kriegsgefangene. Weitere ruhen auf den Feldern 19 A und 34, zusammen mit anderen Opfern der NS-Zeit. Gedenksteine und metallene Namensbücher erinnern an die Opfer. Auf weiteren Friedhöfen in Bochum gibt es weitere, einzelne Gräber, die hier in der Zahl nicht berücksichtigt sind. | 1345        |                |
| Kriegsgräberstätte am Gallberg                                                              | Düsseldorf               | Russischer Ehrenfriedhof am Gallberg für etwa 1500 sowjetische Kriegsgefangene | 1500        |                |
| Grabstätte für sowjetische Kriegsgefangene und Zwangsarbeiter auf dem Friedhof Horst-Süd    | Gelsenkirchen-Horst      | [ 30 ] | 884         |                |
| Russischer Friedhof Ludwigstal                                                              | Hattingen                | Grabstätte für sowjetische Zwangsarbeiter und Kriegsopfer in Hattingen-Blankenstein mit 155 Bestatteten, davon 151 russische Zwangsarbeiter der Henrichshütte. Weitere Namen: Russischer Ehrenfriedhof, Sowjetischer Ehrenfriedhof | 155         |                |
| Russischer Ehrenfriedhof in Voßhagen                                                        | Hückeswagen              | |             |                |
| Sowjetischer Ehrenfriedhof                                                                  | Lennestadt               | |             |                |
| Westfriedhof Paderborn                                                                      | Paderborn                | Kriegsgräberanlage für 155 polnische, 26 russische und 20 sowjetische Kriegstote (Siehe Infotafel in der Galerie) | 20          | mehr Bilder... |
| Sowjetische Kriegsgräberstätte Simmerath-Rurberg                                            | Simmerath-Rurberg        | 2.322 sowjetische Bürger, Zwangsarbeiter und Kriegsgefangene | 2.322       |                |
| Sowjetischer Ehrenfriedhof Stukenbrock                                                      | Schloß Holte-Stukenbrock | etwa 65.000 Kriegsgefangene und Zwangsarbeiter des Stammlagers VI K (326). | etwa 65.000 |                |

### Saarland
| Bezeichnung                 | Ort        | Beschreibung | Opfer       | Bild |
| --------------------------- | ---------- | --- | ----------- | ---- |
| Gemeindefriedhof Heusweiler | Heusweiler | Grabstätte von 100 bis 150 sowjetischen Zwangsarbeitern auf dem Gemeindefriedhof von Heusweiler. Die Arbeiter waren vorwiegend im Bergbau und Gleisbau der Reichsbahn eingesetzt. Über die näheren Umstände ihres Todes ist z. Zt. wenig bekannt. Die Gemeinde Heusweiler hat nach 1990 die Grabstätten mit Bronzetafeln versehen, auf denen alle namentlich bekannten Toten verzeichnet sind. | 100 bis 150 |      |

### Sachsen
Auf dem Gebiet des Freistaates Sachsen befinden sich 910 Kriegsgräberstätten. Diese untergliedern sich in 26.000 Einzelgräber sowie Sammelgräber mit einer Gesamtfläche von ca. 93.000 m². Insgesamt wurden in diesen Gräbern über 147.000 Kriegsopfer bestattet. Allein auf dem Ehrenhain in Zeithain sind mehr als 25.000 von ihnen [Sowjetbürger, Zwangsarbeiter] bestattet.
| Bezeichnung                                                  | Ort                   | Beschreibung | Opfer  | Bild                                   |
| ------------------------------------------------------------ | --------------------- | --- | ------ | -------------------------------------- |
| Sowjetischer Friedhof                                        | Chemnitz-Reichenhain  | Sowjetischer Friedhof für 1.130 tote Kriegsgefangene und Zwangsarbeiter.                                                                            | 1130   | weitere Bilder                         |
| Sowjetischer Garnisonfriedhof Dresden                        | Dresden               | Mit rund 1200 Gräbern von rund 2300 Toten. Kriegstote und Nachkriegstote.                                                                           | 2300   |                                        |
| Sowjetische Kriegsgräber auf dem ev. Friedhof                | Löbau                 | [ 34 ] |        |                                        |
| Stalag IV H                                                  | Zeithain bei Riesa    | etwa 70.000 tote Kriegsgefangene | 70.000 | weitere Bilder                         |
| Sowjetischer Ehrenfriedhof, mit Ehrenmal und Soldatengräbern | Hohenstein-Ernstthal  | Ruhestätte für 299 sowjetische Kriegsgefangene und Zwangsarbeiter (Lage)                                                                            | 299    | weitere Bilder                         |
| Ehrenmahl für die Gefallenen der Sowjetarmee                 | Riesa                 | Ruhestätte für sowjetische Soldaten, auch Ehrenfriedhof Poppitzer Straße (Lage)                                                                     | 116    | Sowjetischer Ehrenfriedhof Hüttengrund |
| Sowjetischer Ehrenhain                                       | Leipzig               | Abgegrenzte Anlage innerhalb des städtischen Ostfriedhofes zum Gedenken an die gefallenen sowjetischen Soldaten mit circa 260 einzelnen Grabstätten | 1.758  | weitere Bilder                         |
| Sowjetischer Ehrenfriedhof, mit Ehrenmal und Soldatengräbern | Roßwein               | Ruhestätte für 48 sowjetische Bürger | 48     | weitere Bilder                         |
| Sowjetische Kriegsgräberanlage auf dem Alten Georgenfriedhof | Schwarzenberg/Erzgeb. | Ruhestätte für 15 sowjetische Kriegsgefangene | 15     | weitere Bilder                         |

### Sachsen-Anhalt
| Bezeichnung                                          | Ort                    | Beschreibung | Opfer | Bild |
| ---------------------------------------------------- | ---------------------- | --- | ----- | ---- |
| Sowjetischer Ehrenfriedhof                           | Gröningen              | Sowjetischer Ehrenfriedhof, auf dem 80 Kriegsgefangene sowie Frauen, Männer und Kinder begraben sind, die während des Zweiten Weltkrieges nach Deutschland verschleppt und Opfer von Zwangsarbeit wurden. | 80    |      |
| Sowjetischer Ehrenfriedhof Halberstadt-Spiegelsberge | Halberstadt            | Sowjetischer Ehrenfriedhof, Sowjetisches Ehrendenkmal und Kriegsgräberstätte | 525   |      |
| Sowjetischer Ehrenfriedhof im Nordpark Magdeburg     | Magdeburg              | Obelisk auf dem Sowjetischen Ehrenfriedhof im Nordpark Magdeburg | 1.331 |      |
|                                                      | Lutherstadt Wittenberg | Einzel- und Sammelgräber für 933 gefallene Rotarmisten, Kriegsgefangene und deportierte Zivilarbeiter |       |      |
| Sowjetischer Ehrenfriedhof Schönebeck                | Schönebeck (Elbe)      | |       |      |
| Sowjetischer Ehrenfriedhof Stendal                   | Stendal                | |       |      |

### Schleswig-Holstein
| Bezeichnung                                                                 | Ort     | Beschreibung | Opfer | Bild                                                               |
| --------------------------------------------------------------------------- | ------- | --- | ----- | ------------------------------------------------------------------ |
| Anlage für die sowjetischen Kriegsopfer in Lübeck während des 2. Weltkriegs | Lübeck  | Kriegsgräberstätte mit sowjetischen Kriegsopfern während des Zweiten Weltkriegs in Lübeck.                         |       | Sowjetische Kriegsopferstätte auf dem Vorwerker Friedhof in Lübeck |
| Anlage für sowjetische Zwangsarbeiter                                       | Mölln   | Grabstätte von 49 russischen Soldaten 1941-1945 auf dem alten Friedhof in Mölln.                                   | 49    | weitere Bilder                                                     |
| Zwei Einzelgräber                                                           | Sterley | Zwei getrennt aufgestellte Grabkreuze auf dem örtlichen Friedhof in Sterley. Genaue Herkunft bisher nicht bekannt. | 2     |                                                                    |

### Thüringen
| Bezeichnung                                    | Ort                   | Beschreibung | Opfer | Bild           |
| ---------------------------------------------- | --------------------- | --- | ----- | -------------- |
|                                                | Bad Liebenstein       | Sowjetisches Ehrenmal erinnert an 23 Opfer |       |                |
| Hauptfriedhof Gotha                            | Gotha                 | 77 sowjetische Tote des Zweiten Weltkrieges ruhen auf dem Hauptfriedhof. Davon sind 51 namentlich bekannt. Die Gräber werden jährlich durch russische und deutsche Jugendliche im Rahmen eines Workcamps des Volksbundes Deutscher Kriegsgräber instand gehalten. | 77    |                |
|                                                | Heilbad Heiligenstadt | Lage | 70    |                |
| Ehrenhain Parkfriedhof                         | Meiningen             | Ehrenmal für Sowjethelden sowie eine Namenstafel mit 8 sowjetischen Zwangsarbeitern. | 8     | Weitere Bilder |
| Kriegsgräberstätte neben dem Friedhof          | Untermaßfeld          | Am Friedhof angrenzend findet sich eine Kriegsgräberstätte mit 107 Opfern aus verschiedenen europäischen Ländern. Ein separates Denkmal sowie eine Informationstafel weist 19 sowjetische Opfer aus.                                                              | 19    | weitere Bilder |
| Sowjetischer Friedhof im Schlosspark Belvedere | Weimar                | |       |                |
| Sowjetischer Ehrenfriedhof im Ilmpark          | Weimar                | 649 sowjetische Kriegstote | 649   |                |

## Einzelbelege und Fußnoten
1. ↑  Büro für Kriegsgräberfürsorge und Gedenkarbeit. In: Botschaft der Russischen Föderation. 15. August 2014, abgerufen am 14. März 2020 (deutsch).
2. ↑  Wolfgang Ditting: Sowjetische Gräberstätten und Ehrenmale in Ostdeutschland.; Verlag Wostok, Berlin 2005, ISBN 978-3-932916-31-1.
3. ↑  Das Abkommen zwischen Deutschland und der Ukraine über die Erhaltung und Pflege der Kriegsgräber wurde im BGBl 1997 veröffentlicht.
4. ↑  Archivierte Kopie (Memento vom 22. November 2015 im Internet Archive)
5. ↑  Sowjetische Kriegsgräberstätten in Deutschland. Büro für Kriegsgräberstätten und Gedenkarbeit
6. ↑  Broschüre zum KZ-Gedenkhain Augsburg Westfriedhof. Geschichtsagentur Augsburg Gegen Vergessen Für Demokratie e. V., abgerufen am 23. Januar 2023.
7. ↑  www.sowjetische-memoriale.de. Abgerufen am 7. August 2023.
8. ↑  www.sowjetische-memoriale.de. Abgerufen am 7. August 2023.
9. ↑  Information des Onlineprojekts Gefallenendenkmäler; abgerufen am 9. April 2015.
10. ↑  Garnisionsfriedhof Eberswalde · 16225 Eberswalde, Deutschland. Abgerufen am 14. Februar 2024.
11. ↑  Michendorfer Chaussee – PotsdamWiki. Abgerufen am 14. März 2020.
12. ↑  Geschichte des Denkmals
13. ↑  Information des Deutsch-Russischen Museums Berlin-Karlshorst und des Büros für Kriegsgräberfürsorge und Gedenkarbeit der Botschaft der Russischen Föderation.
14. ↑  Noch immer NS-Opfer am Bahndamm in Bremen
15. ↑  deutsch-russische-friedenstage.de
16. ↑  Bremen-Osterholz
17. ↑  Grabstätte für 1.573 sowjetische Opfer des Zweiten Weltkriegs
18. ↑  Sowjetische Kriegsgräber in Hamburg-Bergedorf
19. ↑  DenkFried – Denkmale und Friedhöfe – Eine Seite zum Andenken und Gedenken. Abgerufen am 14. März 2020 (deutsch).
20. ↑  Anzahl der hier Beigesetzten nach: www.stadt-bergen-auf-ruegen.de
21. ↑  Drucksache 2/2880 des Landtages Mecklenburg-Vorpommern, 11. August 1997, S. 137.
22. ↑  Deutsch-Russisches Museum Berlin-Karlshorst: Sowjetische Kriegsgräberstätten in Deutschland (abgerufen am 20. November 2015)
23. ↑  Wolf Karge, Hugo Rübesamen, Andreas Wagner (Hrsg.): Bestandsaufnahme Politischer Memoriale des Landes Mecklenburg-Vorpommern. Projekt: „Gedenkstättenarbeit in Mecklenburg-Vorpommern“ (Politische Memoriale e. V. Mecklenburg-Vorpommern), Schwerin 1998, S. 590–593.
24. ↑  Angaben des Volksbunds Deutsche Kriegsgräberfürsorge zum „Russenfriedhof“ in Bergen/Hörsten (Memento vom 29. März 2009 im Internet Archive)
25. ↑  Clausthal-Zellerfeld Kriegsgräberstätte / Sowjetische Kriegsgräberstätte
26. ↑  Edgar Sebastian Hasse: Hamburgs Gefängnis-Insel. In: „Hamburger Abendblatt“, 21. August 2017, S. 12.
27. ↑  Osterheide, OT Oerbke
28. ↑  Russischer Ehrenfriedhof "Am Gallberg", Düsseldorf - Fotos. Abgerufen am 14. März 2020.
29. ↑  Spurensuche: Kriegsgräberstätte am Gallberg. Abgerufen am 14. März 2020.
30. ↑  GELSENZENTRUM - Kriegsgräberstätten - Opfer der Zwangsarbeit 1941-1945 in Gelsenkirchen. Abgerufen am 14. März 2020.
31. ↑  Stadt Hattingen
32. ↑  https://www.kuladig.de/Objektansicht/A-NF-20070408-0016
33. ↑  Antwort auf kleine Anfrage, Landtag Sachsen
34. ↑  Sowjetische Kriegsgräber in Löbau
35. ↑  Stadt Gröningen: Sowjetischer Ehrenfriedhof (abgerufen am 21. November 2015)
36. ↑  Sowjetischer Ehrenfriedhof Halberstadt
37. ↑  Magdeburg – Sowjetischer Ehrenfriedhof im Nordpark Magdeburg
38. ↑  Sowjetische Kriegsgräberstätten in Deutschland auf www.sowjetische-memoriale.de.
39. ↑  Friedhofsplan des Vorwerker Friedhofs
40. ↑  Denkmäler in Mölln, die an Krieg und Gewaltherrschaft erinnern. Lauenburgischer Kunstverein, abgerufen am 24. Januar 2023.
41. ↑  Namen auf den Grabsteinen. denkmalprojekt.org, abgerufen am 24. Januar 2023.
42. ↑  Thüringer Verband der Verfolgten des Naziregimes – Bund der Antifaschisten und Studienkreis deutscher Widerstand 1933-1945 (Hg.): Heimatgeschichtlicher Wegweiser zu Stätten des Widerstandes und der Verfolgung 1933–1945, Reihe: Heimatgeschichtliche Wegweiser Band 8 Thüringen, Erfurt 2003, S. 315, ISBN 3-88864-343-0.
43. ↑  Sowjetischer Ehrenfriedhof

- Karte mit allen verlinkten Seiten:
- OSM |
- WikiMap